# Moreda (Pantón)
Moreda (llamada oficialmente San Romao de Moreda) es una parroquia española del municipio de Pantón, en la provincia de Lugo, Galicia.

## Otras denominaciones
La parroquia también es conocida por el nombre de San Román de Moreda.

## Límites
Limita con las parroquias de San Vicente de Castillón  y Moreda (del municipio de Monforte de Lemos) al norte, Toldaos y Pantón al sur, Vid al este y Ferreira y Castillón al oeste.

## Organización territorial
La parroquia está formada por ocho entidades de población, constando seis de ellas en el nomenclátor del Instituto Nacional de Estadística español:
- Cabo de Vila
- O Barrete
- Outeiro
- Paderne
- Palmelle
- Salcedo
- San Romau (San Romao)
- Viñas

## Demografía
| Gráfica de evolución demográfica de Moreda entre 2000 y 2020 |
|                                                              |
| Datos según el nomenclátor publicado por el INE.             |